# 1. česká hokejová liga 2015/2016
1. česká hokejová liga 2015/16 byla 23. ročníkem druhé nejvyšší soutěže v ledním hokeji na území České republiky. Z předchozího ročníku Extraligy do tohoto ročníku sestoupil celek HC Slavia Praha, který vystřídal postoupivší Piráty Chomutov. Druhému účastníkovi této baráže z 1. ligy (ČEZ Motor České Budějovice) se postoupit nepodařilo a i v této sezóně hrál první ligu. Z první ligy po sezóně 2014/2015 sestoupil tým HC Havlíčkův Brod, který vystřídal HC Zubr Přerov.
První kolo sezóny se odehrálo 9. září 2015.

## Kluby podle krajů
- Hlavní město Praha: HC Slavia Praha
- Středočeský kraj: HC Benátky nad Jizerou, Rytíři Kladno
- Jihočeský kraj: ČEZ Motor České Budějovice
- Ústecký kraj: HC Stadion Litoměřice, SK Trhači Kadaň, HC Most, HC Slovan Ústí nad Labem
- Vysočina: HC Dukla Jihlava, SK Horácká Slavia Třebíč
- Olomoucký kraj: LHK Jestřábi Prostějov, HC Zubr Přerov, Salith Šumperk
- Moravskoslezský kraj: HC AZ Havířov 2010

## Systém soutěže

### Základní část
V první lize hrálo obdobně jako v předešlé sezóně 14 klubů. V základní části se celky střetly každý s každým dvakrát na domácím hřišti a dvakrát na hřišti soupeře, celkem se tedy odehrálo 52 kol.

### Playoff
Poté prvních 6 týmů postoupilo přímo do čtvrtfinále playoff a mužstva na 7. až 10. místě hrála předkolo playoff. V něm dvojice vytvořily týmy na 7. a 10. místě, respektive na 8. a 9. místě. Vítězové těchto sérií (hraných na tři vítězná utkání) se ve čtvrtfinále playoff utkaly s celky z prvních dvou míst tabulky po základní části, a to tak, že hůře postavený tým v základní tabulce, který postoupil z předkola, se utkal s mužstvem na prvním místě a zbylé dva týmy vytvořily další dvojici. Vedle nich se ve čtvrtfinále spolu ještě utkaly celky na 3. a 6. místě a poslední dvojici vytvořila mužstva na 4. a 5. místě tabulky po základní části. Všechny čtvrtfinálové série se hrály na čtyři vítězná utkání. Postoupivší ze čtvrtfinále spolu vytvořili dvojice v semifinále, a to tím způsobem, že tým nejlépe postavený v tabulce po základní části se utkal s mužstvem nejhůře postaveným a zbylé dva vytvoří druhou dvojici. Vítězové těchto dvou semifinále, jež se hrají na čtyři vítězná utkání, postoupili do baráže o extraligu, v níž se utkali se dvěma nejhoršími extraligovými týmy po zápasech o umístění.

### Sestup
Týmy na 11. až 14. místě po základní části sehrály dvoukolově každý s každým skupinu o udržení (6 kol). Výsledky ze základní části se započítávaly. Poslední tým play out přímo sestoupil do druhé ligy a v příštím ročníku první ligy jej nahradil vítěz kvalifikace mezi třemi nejlepšími kluby ze druhé ligy.

## Základní údaje
Údaje v tabulce jsou platné k začátku soutěže.
| Klub                       | Stadion   | Hlavní trenér    | Kapitán         | Přestupy | Asistent trenéra | Soupisky                                        |
| -------------------------- | --------- | ---------------- | --------------- | -------- | ---------------- | ----------------------------------------------- |
| Rytíři Kladno              | Zde 5 200 | Jiří Čelanský    | Václav Skuhravý | Zde      | Jiří Kopecký     | Zde Archivováno 2. 5. 2014 na Wayback Machine.  |
| HC Slavia Praha            | Zde 5 138 | Pavel Hynek      | Pavel Kolařík   | Zde      | Milan Razým      | Zde                                             |
| HC Slovan Ústí nad Labem   | Zde 6 500 | Milan Skrbek     | Martin Vágner   | Zde      | Tomáš Mareš      | Zde                                             |
| HC Dukla Jihlava           | Zde 7 500 | Petr Vlk         | Tomáš Čachotský | Zde      | František Zeman  | Zde                                             |
| HC Zubr Přerov             | Zde 3 000 | Petr Dočkal      | Tomáš Sýkora    | Zde      | Vladimír Kočara  | Zde                                             |
| SK Horácká Slavia Třebíč   | Zde 5 000 | Jiří Mička       | David Dolníček  | Zde      | Radek Novák      | Zde                                             |
| SK Trhači Kadaň            | Zde 3 000 | Jaroslav Beck    | Petr Jíra       | Zde      | Petr Martínek    | Zde                                             |
| HC Benátky nad Jizerou     | Zde 1 500 | Filip Pešán      | Josef Skořepa   | Zde      | Vladimír Čermák  | Zde                                             |
| HC Stadion Litoměřice      | Zde 1 750 | Jiří Kučera      | Jaroslav Kalla  | Zde      | Daniel Tvrzník   | Zde                                             |
| LHK Jestřábi Prostějov     | Zde 5 125 | Kamil Přecechtěl | Pavel Mojžíš    | Zde      | Jiří Vykoukal    | Zde                                             |
| HC Most                    | Zde 1 646 | Josef Řeháček    | Kamil Charousek | Zde      | Lukáš Bednařík   | Zde                                             |
| Salith Šumperk             | Zde 3 500 | Radek Kučera     | Karel Plášek    | Zde      | Libor Pivko      | Zde Archivováno 12. 6. 2016 na Wayback Machine. |
| HC AZ Havířov 2010         | Zde 5 100 | Jan Daneček      | Jiří Krisl      | Zde      | Tomáš Potěšil    | Zde                                             |
| ČEZ Motor České Budějovice | Zde 6 421 | Petr Rosol       | Josef Straka    | Zde      | Radek Bělohlav   | Zde                                             |

## Kontumace a tabulka

### Kontumace
Dne 29. října 2015 byly dva zápasy družstva ČEZ Motor České Budějovice, a sice utkání v utkáních v Benátkách nad Jizerou (4:1) a doma s Havířovem (6:1), kontumovány ve prospěch soupeřů. Důvodem toho se stal neoprávněný start Martina Semráda v těchto dvou utkáních. Semrád, hráč českobudějovického celku, sice měl vyřízené střídavé starty za Tábor, nicméně jeho smlouvu Český svaz ledního hokeje nezaregistroval a tím, že nastoupil za ČEZ Motor České Budějovice, porušil tento klub regule soutěže.
Kontumace postihla i celek Horácké Slavie Třebíč, která do utkání 35. kola nastoupila se čtyřmi hráči ve věku 22 let a staršími, s nimiž má domluvené střídavé hostování (Charlesem Baldwinem, Martinem Čechem, Petrem Jurčou a Jakubem Šaurem). Podle pravidel ovšem smí nastoupit pouze se třemi takovými hráči. Proto byl zápas s Mostem, který původně vyhrála v poměru 4:3, kontumován ve prospěch soupeře.

### Konečná tabulka
| Vysvětlivka                          |
| ------------------------------------ |
| Přímý postup do čtvrtfinále play off |
| Postup do předkola play off          |
| Účastník play out                    |

| Poř. | Tým                        | Z  | V  | VP | PP | P  | VG  | OG  | B   |
| ---- | -------------------------- | -- | -- | -- | -- | -- | --- | --- | --- |
| 1.   | Rytíři Kladno              | 52 | 29 | 5  | 7  | 11 | 201 | 151 | 104 |
| 2.   | HC Dukla Jihlava           | 52 | 29 | 4  | 3  | 16 | 163 | 124 | 98  |
| 3.   | ČEZ Motor České Budějovice | 52 | 28 | 6  | 1  | 17 | 185 | 142 | 97  |
| 4.   | HC Slavia Praha            | 52 | 24 | 8  | 6  | 14 | 172 | 135 | 94  |
| 5.   | LHK Jestřábi Prostějov     | 52 | 22 | 4  | 10 | 16 | 148 | 156 | 84  |
| 6.   | HC Zubr Přerov             | 52 | 23 | 6  | 3  | 20 | 161 | 149 | 84  |
| 7.   | HC AZ Havířov 2010         | 52 | 24 | 2  | 3  | 23 | 157 | 154 | 79  |
| 8.   | HC Slovan Ústí nad Labem   | 52 | 21 | 3  | 6  | 22 | 176 | 178 | 75  |
| 9.   | SK Trhači Kadaň            | 52 | 18 | 6  | 5  | 23 | 146 | 159 | 71  |
| 10.  | HC Stadion Litoměřice      | 52 | 15 | 10 | 6  | 21 | 149 | 177 | 71  |
| 11.  | SK Horácká Slavia Třebíč   | 52 | 17 | 6  | 7  | 22 | 129 | 147 | 70  |
| 12.  | HC Benátky nad Jizerou     | 52 | 16 | 5  | 3  | 28 | 129 | 144 | 61  |
| 13.  | HC Most                    | 52 | 13 | 4  | 5  | 30 | 133 | 184 | 52  |
| 14.  | Salith Šumperk             | 52 | 11 | 5  | 9  | 27 | 132 | 181 | 52  |

## Hráčské statistiky základní části

### Kanadské bodování
Toto je konečné pořadí hráčů podle dosažených bodů. Za jeden vstřelený gól nebo přihrávku na gól hráč získal jeden bod.
| Poř. | Hráč            | Tým                        | Z  | G  | A  | B  | TM | +/- |
| ---- | --------------- | -------------------------- | -- | -- | -- | -- | -- | --- |
| 1.   | David Stach     | Rytíři Kladno              | 51 | 25 | 66 | 91 | 30 | 31  |
| 2.   | Jaroslav Roubík | HC Slovan Ústí nad Labem   | 51 | 33 | 40 | 73 | 34 | 12  |
| 3.   | Vítězslav Bílek | Rytíři Kladno              | 51 | 45 | 25 | 70 | 36 | 36  |
| 4.   | Josef Straka    | ČEZ Motor České Budějovice | 51 | 20 | 34 | 54 | 32 | 4   |
| 5.   | Jan Kloz        | HC Slovan Ústí nad Labem   | 48 | 21 | 32 | 53 | 20 | 19  |
| 6.   | Tomáš Nouza     | ČEZ Motor České Budějovice | 49 | 24 | 27 | 51 | 20 | 3   |
| 7.   | Tomáš Fořt      | Salith Šumperk             | 51 | 26 | 23 | 49 | 50 | 3   |
| 8.   | Jan Rudovský    | Rytíři Kladno              | 50 | 20 | 29 | 49 | 50 | -1  |
| 9.   | Roman Pšurný    | HC Zubr Přerov             | 49 | 16 | 33 | 49 | 34 | -2  |
| 10.  | Miloslav Čermák | HC Slavia Praha            | 51 | 24 | 23 | 47 | 42 | 6   |

### Hodnocení brankářů
Toto je konečné pořadí nejlepších deset brankářů.
| Poř. | Hráč           | Tým                        | Z  | MIN  | OG  | PZ   | PS   | POG  | Úsp%  |
| ---- | -------------- | -------------------------- | -- | ---- | --- | ---- | ---- | ---- | ----- |
| 1.   | David Honzík   | HC Dukla Jihlava           | 29 | 1746 | 63  | 937  | 1000 | 2.16 | 93.70 |
| 2.   | Jakub Škarek   | HC Dukla Jihlava           | 20 | 1219 | 46  | 622  | 668  | 2.26 | 93.11 |
| 3.   | Lukáš Klimeš   | HC Zubr Přerov             | 31 | 1597 | 70  | 945  | 1015 | 2.63 | 93.10 |
| 4.   | David Gába     | ČEZ Motor České Budějovice | 24 | 1111 | 42  | 566  | 608  | 2.27 | 93.09 |
| 5.   | Alexandr Hylák | HC Slavia Praha            | 45 | 2638 | 103 | 1332 | 1435 | 2.34 | 92.82 |
| 6.   | Marek Laco     | HC AZ Havířov 2010         | 26 | 1432 | 56  | 722  | 778  | 2.35 | 92.80 |
| 7.   | Luboš Horčička | LHK Jestřábi Prostějov     | 51 | 3048 | 128 | 1545 | 1673 | 2.52 | 92.35 |
| 8.   | Karel Vejmelka | SK Horácká Slavia Třebíč   | 42 | 2425 | 106 | 1220 | 1326 | 2.62 | 92.01 |
| 9.   | Ondřej Bláha   | ČEZ Motor České Budějovice | 33 | 1892 | 81  | 902  | 983  | 2.57 | 91.76 |
| 10.  | Jan Lukáš      | HC Benátky nad Jizerou     | 18 | 1052 | 50  | 524  | 574  | 2.85 | 91.29 |

## Playoff

### Pavouk
|  | Předkolo | Předkolo       | Předkolo         |                |   | Čtvrtfinále | Čtvrtfinále | Čtvrtfinále      |   |   | Semifinále     | Semifinále | Semifinále |  |   | Baráž   | Baráž | Baráž |
|  |          |                |                  |                |   |             |             |                  |   |   |                |            |            |  |   |         |       |       |
|  |          |                |                  |                |   |             |             |                  |   |   |                |            |            |  |   |         |       |       |
|  |          | 1              | Rytíři Kladno    | 2              |   |             |             |                  |   |   |                |            |            |  |   |         |       |       |
|  |          |                |                  | 2              |   |             |             |                  |   |   |                |            |            |  |   |         |       |       |
|  |          |                | 8                | Ústí nad Labem | 4 |             |             |                  |   |   |                |            |            |  |   |         |       |       |
|  | 8        | Ústí nad Labem | 8                | Ústí nad Labem | 4 | 3           |             |                  |   |   |                |            |            |  |   |         |       |       |
|  | 8        | Ústí nad Labem |                  |                |   | 3           |             |                  |   |   |                |            |            |  |   |         |       |       |
|  | 9        | Kadaň          | 1                |                |   |             |             |                  |   |   |                |            |            |  |   |         |       |       |
|  | 9        | Kadaň          | 1                |                |   |             |             |                  |   | 8 | Ústí nad Labem | 1          |            |  |   |         |       |       |
|  |          |                |                  |                |   |             |             |                  |   | 8 | Ústí nad Labem | 1          |            |  |   |         |       |       |
|  |          | 2              | Jihlava          | 4              |   |             |             |                  |   |   |                |            |            |  |   |         |       |       |
|  |          | 2              | Jihlava          | 4              |   |             |             |                  |   |   |                |            |            |  |   |         |       |       |
|  |          |                |                  |                |   |             |             |                  |   |   |                |            |            |  |   |         |       |       |
|  |          |                |                  |                |   |             |             |                  |   |   |                |            |            |  |   |         |       |       |
|  |          | 2              | Jihlava          | 4              |   |             |             |                  |   |   |                |            |            |  |   |         |       |       |
|  |          |                |                  | 4              |   |             |             |                  |   |   |                |            |            |  |   |         |       |       |
|  |          |                | 7                | Havířov        | 1 |             |             |                  |   |   |                |            |            |  |   |         |       |       |
|  | 7        | Havířov        | 7                | Havířov        | 1 | 3           |             |                  |   |   |                |            |            |  |   |         |       |       |
|  | 7        | Havířov        |                  |                |   | 3           |             |                  |   |   |                |            |            |  |   |         |       |       |
|  | 10       | Litoměřice     | 0                |                |   |             |             |                  |   |   |                |            |            |  |   |         |       |       |
|  | 10       | Litoměřice     | 0                |                |   |             |             |                  |   |   |                |            |            |  | 2 | Jihlava | Baráž |       |
|  |          |                |                  |                |   |             |             |                  |   |   |                |            |            |  | 2 | Jihlava | Baráž |       |
|  |          | 4              | Slavia Praha     | Baráž          |   |             |             |                  |   |   |                |            |            |  |   |         |       |       |
|  |          | 4              | Slavia Praha     | Baráž          |   |             |             |                  |   |   |                |            |            |  |   |         |       |       |
|  |          |                |                  |                |   |             |             |                  |   |   |                |            |            |  |   |         |       |       |
|  |          |                |                  |                |   |             |             |                  |   |   |                |            |            |  |   |         |       |       |
|  |          | 3              | České Budějovice | 4              |   |             |             |                  |   |   |                |            |            |  |   |         |       |       |
|  |          |                |                  | 4              |   |             |             |                  |   |   |                |            |            |  |   |         |       |       |
|  |          |                | 6                | Přerov         | 1 |             |             |                  |   |   |                |            |            |  |   |         |       |       |
|  |          |                | 6                | Přerov         | 1 |             |             |                  |   |   |                |            |            |  |   |         |       |       |
|  |          |                |                  |                |   |             |             |                  |   |   |                |            |            |  |   |         |       |       |
|  |          |                |                  |                |   |             |             |                  |   |   |                |            |            |  |   |         |       |       |
|  |          |                |                  |                |   |             | 3           | České Budějovice | 0 |   |                |            |            |  |   |         |       |       |
|  |          |                |                  |                |   |             |             |                  | 0 |   |                |            |            |  |   |         |       |       |
|  |          | 4              | Slavia Praha     | 4              |   |             |             |                  |   |   |                |            |            |  |   |         |       |       |
|  |          | 4              | Slavia Praha     | 4              |   |             |             |                  |   |   |                |            |            |  |   |         |       |       |
|  |          |                |                  |                |   |             |             |                  |   |   |                |            |            |  |   |         |       |       |
|  |          |                |                  |                |   |             |             |                  |   |   |                |            |            |  |   |         |       |       |
|  |          | 4              | Slavia Praha     | 4              |   |             |             |                  |   |   |                |            |            |  |   |         |       |       |
|  |          |                |                  | 4              |   |             |             |                  |   |   |                |            |            |  |   |         |       |       |
|  |          |                | 5                | Prostějov      | 0 |             |             |                  |   |   |                |            |            |  |   |         |       |       |
|  |          |                | 5                | Prostějov      | 0 |             |             |                  |   |   |                |            |            |  |   |         |       |       |
|  |          |                |                  |                |   |             |             |                  |   |   |                |            |            |  |   |         |       |       |

### Předkolo

#### Havířov (7.) – Litoměřice (10.)
- HC AZ Havířov 2010 – HC Stadion Litoměřice 3:0 (0:0, 3:0, 0:0)
- HC AZ Havířov 2010 – HC Stadion Litoměřice 6:2 (2:1, 2:1, 2:0)
- HC Stadion Litoměřice – HC AZ Havířov 2010 0:2 (0:0, 0:2, 0:0)

Konečný stav série 3:0 na zápasy pro HC AZ Havířov 2010.

#### Ústí nad Labem (8.) – Kadaň (9.)
- HC Slovan Ústí nad Labem – SK Trhači Kadaň 5:1 (3:0, 2:1, 0:0)
- HC Slovan Ústí nad Labem – SK Trhači Kadaň 3:4 PP (0:2, 1:0, 2:1 – 0:1)
- SK Trhači Kadaň – HC Slovan Ústí nad Labem 1:2 (1:0, 0:1, 0:1)
- SK Trhači Kadaň – HC Slovan Ústí nad Labem 3:4 (2:1, 1:2, 0:1)

Konečný stav série 3:1 na zápasy pro HC Slovan Ústí nad Labem.

### Čtvrtfinále

#### Kladno (1.) – Ústí nad Labem (8.)
- Rytíři Kladno – HC Slovan Ústí nad Labem 5:1 (1:0, 3:0, 1:1)
- Rytíři Kladno – HC Slovan Ústí nad Labem 1:2 PP (0:0, 0:0, 1:1 – 0:1)
- HC Slovan Ústí nad Labem – Rytíři Kladno 3:2 (0:0, 2:2, 1:0)
- HC Slovan Ústí nad Labem – Rytíři Kladno 6:2 (2:0, 2:0, 2:2)
- Rytíři Kladno – HC Slovan Ústí nad Labem 6:3 (2:1, 3:1, 1:1)
- HC Slovan Ústí nad Labem – Rytíři Kladno 4:3 PP (1:0, 1:2, 1:1 – 1:0)

Konečný stav série 4:2 na zápasy pro HC Slovan Ústí nad Labem.

#### Jihlava (2.) – Havířov (7.)
- HC Dukla Jihlava – HC AZ Havířov 2010 2:1 (1:0, 1:0, 0:1)
- HC Dukla Jihlava – HC AZ Havířov 2010 5:1 (0:1, 2:0, 3:0)
- HC AZ Havířov 2010 – HC Dukla Jihlava 5:2 (2:0, 2:1, 1:1)
- HC AZ Havířov 2010 – HC Dukla Jihlava 2:3 (0:2, 1:0, 1:1)
- HC Dukla Jihlava – HC AZ Havířov 2010 5:2 (1:1, 1:0, 3:1)

Konečný stav série 4:1 na zápasy pro HC Dukla Jihlava.

#### České Budějovice (3.) – Přerov (6.)
- ČEZ Motor České Budějovice – HC Zubr Přerov 6:1 (2:1, 3:0, 1:0)
- ČEZ Motor České Budějovice – HC Zubr Přerov 4:5 PP (2:1, 0:2, 2:1 – 0:1)
- HC Zubr Přerov – ČEZ Motor České Budějovice 1:2 (1:1, 0:1, 0:0)
- HC Zubr Přerov – ČEZ Motor České Budějovice 0:5 (0:2, 0:2, 0:1)
- ČEZ Motor České Budějovice – HC Zubr Přerov 6:5 SN (2:3, 1:1, 2:1 – 0:0 – 1:0)

Konečný stav série 4:1 na zápasy pro ČEZ Motor České Budějovice.

#### Slavia Praha (4.) – Prostějov (5.)
- HC Slavia Praha – LHK Jestřábi Prostějov 5:2 (3:0, 0:1, 2:1)
- HC Slavia Praha – LHK Jestřábi Prostějov 5:1 (2:1, 1:0, 2:0)
- LHK Jestřábi Prostějov – HC Slavia Praha 2:6 (0:1, 0:2, 2:3)
- LHK Jestřábi Prostějov – HC Slavia Praha 0:1 SN (0:0, 0:0, 0:0 – 0:0 – 0:1 )

Konečný stav série 4:0 na zápasy pro HC Slavia Praha.

### Semifinále

#### Jihlava (2.) – Ústí nad Labem (8.)
- HC Dukla Jihlava – HC Slovan Ústí nad Labem 4:3 SN (1:1, 0:1, 2:1 – 0:0 – 1:0)
- HC Dukla Jihlava – HC Slovan Ústí nad Labem 5:4 PP (2:1, 1:2, 1:1 – 1:0)
- HC Slovan Ústí nad Labem – HC Dukla Jihlava 4:1 (1:1, 2:0, 1:0)
- HC Slovan Ústí nad Labem – HC Dukla Jihlava 0:3 (0:0, 0:2, 0:1)
- HC Dukla Jihlava – HC Slovan Ústí nad Labem 7:2 (4:0, 2:1, 1:1)

Konečný stav série 4:1 na zápasy pro HC Dukla Jihlava.

#### České Budějovice (3.) – Slavia Praha (4.)
- ČEZ Motor České Budějovice – HC Slavia Praha 1:3 (0:1, 1:1, 0:1)
- ČEZ Motor České Budějovice – HC Slavia Praha 1:5 (0:1, 0:2, 1:2)
- HC Slavia Praha – ČEZ Motor České Budějovice 3:1 (0:0, 3:0, 0:1)
- HC Slavia Praha – ČEZ Motor České Budějovice 2:0 (1:0, 1:0, 0:0)

Konečný stav série 4:0 na zápasy pro HC Slavia Praha.
Týmy HC Dukla Jihlava a HC Slavia Praha postoupily do baráže o extraligu.

## O udržení
| Vysvětlivka                                        |
| -------------------------------------------------- |
| Uhájení prvoligové příslušnosti i pro další ročník |
| Sestup do 2. ligy                                  |

| Poř. | Tým                      | Z  | V  | VP | PP | P  | VG  | OG  | B  |
| ---- | ------------------------ | -- | -- | -- | -- | -- | --- | --- | -- |
| 11.  | SK Horácká Slavia Třebíč | 58 | 17 | 6  | 8  | 27 | 137 | 172 | 71 |
| 12.  | HC Benátky nad Jizerou   | 58 | 18 | 6  | 4  | 30 | 144 | 159 | 70 |
| 13.  | HC Most                  | 58 | 17 | 4  | 6  | 31 | 151 | 195 | 65 |
| 14.  | Salith Šumperk           | 58 | 14 | 7  | 9  | 28 | 156 | 195 | 65 |

- O sestupu Šumperka rozhodla bilance vzájemných zápasů.

## Kvalifikace o 1. ligu
V kvalifikaci o 1. ligu se utkali vítězní semifinalisté skupiny západ a vítěz skupiny východ 2. ligy. Vítěz kvalifikační skupiny získal právo účasti v dalším ročníku 1. ligy.

### Tabulka kvalifikace
| Vysvětlivka                |
| -------------------------- |
| Účastník 1. ligy 2016/2017 |
| Účastník 2. ligy 2016/2017 |

| Poř. | Tým                        | Z | V | VP | PP | P | VG | OG | B  |
| ---- | -------------------------- | - | - | -- | -- | - | -- | -- | -- |
| 1.   | HC Frýdek-Místek           | 4 | 4 | 0  | 0  | 0 | 21 | 10 | 12 |
| 2.   | HC Tábor                   | 4 | 1 | 0  | 0  | 3 | 12 | 15 | 3  |
| 3.   | HC Vlci Jablonec nad Nisou | 4 | 1 | 0  | 0  | 3 | 12 | 20 | 3  |

### Přehled zápasů
- 26. března:
  - HC Tábor – HC Vlci Jablonec nad Nisou 8:2 (1:1, 3:0, 4:1)
- 29. března:
  - HC Frýdek-Místek – HC Tábor 4:1 (1:0, 2:1, 1:0)
- 1. dubna:
  - HC Vlci Jablonec nad Nisou – HC Frýdek-Místek 3:5 (1:0, 0:3, 2:2)
- 4. dubna:
  - HC Vlci Jablonec nad Nisou – HC Tábor 4:0 (0:0, 1:0, 3:0)
- 7. dubna:
  - HC Tábor – HC Frýdek-Místek 3:5 (2:1, 1:3, 0:1)
- 10. dubna:
  - HC Frýdek-Místek – HC Vlci Jablonec nad Nisou 7:3 (5:1, 1:2, 1:0)